# Стиляги (фільм, 2008)
«Стиля́ги» (рос. «Стиляги») — російсько-білоруський художній фільм 2008 року режисера Валерія Тодоровського.
Присвячений життю однойменної молодіжної субкультури в 1950-і роки. Жанрову приналежність картини кінокритики і самі автори визначають як музичну комедію, мюзикл, музичну трагікомедію і «фільм-свято». Фільм задуманий і поставлений режисером Валерієм Тодоровським за сценарієм Юрія Короткова. Це історія простого радянського парубка, який знайшов друзів і любов серед «ідейних ворогів». Особливістю фільму є його музичний ряд складений з хітів «російського року» в джазовій і рок-н-ролльной обробці. У фільмі багато танцювальних, хореографічних номерів. Окрім чисто розважальної функції, картина піднімає проблемні, світоглядні питання. Фільм не рекомендується особам до 16 років.

## Сюжет
Дія фільму відбувається в Москві в 1955—1956 роках. Сталін вже помер, але культ особи ще не викритий його наступником — Микитою Хрущовим. У столиці з'явилася модна пошесть — так зване «стиляжництво». Стиляги, як їх зневажливо називають фейлетоністи з «Крокодила», або «чуваки» і «чувіхи», як вони називають себе самі, — це молоді люди з різних сімей, що захоплюються джазом і рок-н-ролом і віддають перевагу вільному і яскравому стилю життя і одягу сірому офіціозу «жлобів», — зразкових радянських громадян. Компанія молодих людей «хиляє по Броду» (вулиця Горького), весело проводить час в «Коктейль-холі» («Коку»), проводить «процеси» на «хатинах»; не бажаючи носити обридлий «совпаршив», вони скуповують закордонні «шмотки» у «фарцовщиків», у підпільних майстернях замовляють «джакетки», «Гаваї», «траузери», краватки крикливих забарвлень, з пальмами-папугами і напівголими дівицями, «шузи на манній каші», переписують джаз «на кістках». Але в країні все ще діє директива про боротьбу проти «безрідного космополітизму». І до боротьби зі «стилягами» підключені комсомольські патрулі й дружини, озброєні ножицями для розпорювання вузьких штанів і зрізання краваток та «коків».
Комсомолець Мелс Бірюков (Антон Шагін), один із зразків радянської молоді, бере участь у черговій облаві в парку Горького під керівництвом «комісара» Каті (Євгенія Брік). Він знайомиться з дівчиною з невідомого і привабливого світу «стиляг» — Поліною, або Поллі, або, для «тих, хто знає», Пользою (Користю) (Оксана Акиншина), і закохується в неї. Користь запрошує Мелса «на Бродвей» (вулицю Горького). Мелс через деякий час дістає «прикид» і в дверях «Коктейль-холу» знаходить своїх нових друзів.
У компанії підібралася молодь з найрізніших шарів московського суспільства. Лідер у ній — Фред (Максим Матвєєв), типовий представник «золотої молоді», син дипломата (Олег Янковський), студент МГІМО, володар шикарної «хати» у «висотці» на Котельницькій набережній, закордонного кабріолету і товстого, фарбованого в неймовірний колір англійського бульдога. Його подруга Бетсі (Катерина Вілкова) — весела і метка дівиця. Боб (Ігор Войнаровський) — студент-медик з інтелігентної єврейської сім'ї, теоретик танцю «стилем» і головний постачальник пластинок на бракованих рентгенівських знімках. Дрин (Костянтин Балакирев), з «робочого класу», вчиться на токаря.
Серед них всіх Польза — найнезвичайніша і загадкова. Можливо, тому Мелс і закохався в «ідейного ворога». Польза із сповна благополучної сім'ї: живе зі строгою матір'ю (Ірина Розанова) в окремій квартирі, працює медсестрою в поліклініці. І все завжди «робить навпаки». Можливо, тому вона і відповіла на відчуття Мелса, простого студента, що не має ні гроша за душею і ділить кімнату в комуналці з фронтовиком-батьком (Сергій Гармаш) та молодшим братом.
Тим часом Фред їде стажуватися в США, ця поїздка повинна стати «першим кроком посвяти» майбутнього дипломата. Розплатою за кар'єру став розрив з друзями, з Бетсі, одруження з непоказною донькою академіка.
Комсомолець Мелс, а тепер «чувак» Мел зовсім віддалився від своїх колишніх друзів, купив саксофон і навчився «лабати», спілкуючись із «духом» Чарлі Паркера. Катя, наївно вважаючи, що Мелса утримує в компанії «стиляг» тільки Польза, хитрістю намагається спокусити його й так «повернути в колектив». Але затія Каті провалюється, уражена «комісарша» шаліє. На комсомольських зборах Мелса виключають з комсомолу.
Мел приходить у бар, де зустрічається з Пользою. Поллі повідомляє йому, що вагітна і що батько дитини — не він. У відповідь Мел заявляє, що дитина його, і забирає Поллі до себе. У них починається спільне яскраве життя, наповнене музикою і очікуванням дитини.
Незабаром у Пользи та Мела народжується син, який виявився мулатом. Поліна зізнається Мелу, що батьком дитини був заїжджий американець, якого вона майже не знала. Велика комунальна «сім'я» Мелса приймає нового члена як свого. Після скандалу мати Пользи прощає доньку, і новий «осередок соціалістичного суспільства» поселяється в квартирі тещі.
Мела, Пользу та їхнього сина Джона (Івана) відвідують друзі. Незабаром Боб попадається «органам» на купівлі американських платівок, Дриня «забирають» служити на підводний човен. З Бетсі відбувається нервовий зрив, і її висилають з Москви «за 101-й кілометр». Повернувшись зі Штатів Фред, знаходить тільки Мела. Колишній лідер тусовки привозить Мелу новий саксофон Hohner President і страшну новину — в Америці немає стиляг!
В епілозі фільму Мел і Польза переносяться з 50-х років в сучасну Москву, де зустрічаються з неформалами різних поколінь і разом з ними йдуть по Тверській вулиці, під пісню «Шаляй-валяй».

## В ролях
- Антон Шагін — Мелс Бірюков (Мел)
- Оксана Акіньшина — Поліна (Користь)
- Євгенія Хірівська — Катя
- Максим Матвєєв — Федір Брусніцин (Фред)
- Ігор Войнаровський — Борис (Боб)
- Костянтин Балакірєв — Дринь
- Катерина Вілкова — Бетсі
- Ельвіра Волошина — Еллі
- Софія Лебедєва — Софі
- Ольга Смирнова — дівчина Боба (за сценарієм, Шеррі)
- Яна Буйко — Лізі
- Сергій Гармаш — батько Мелса
- Олег Янковський — Брусніцин-ст. (Батько Фреда)
- Людмила Соловйова — мати Фреда
- Леонід Ярмольник — батько Боба
- Ірина Розанова — мати Користі
- Олександр Стефанцов — Нулик
- Олександра Стрельціна — лікар
- Костянтин Авдєєв — стиляга
- Поліна Сиркіна — стиляга
- Олексій Горбунов — Лабух (випивака, продавець саксофона)
- Сергій Вікторович Ларін — комсомолець-брігадмілец
- Антон Шурц — комсомолець
- Степан Балакшин — комсомолець
- Марина Орлова — комсомолка
- Водзинська Євгенія Миколаївна — комсомолка
- Георгій Тараканов — танцюрист
- Вікторія Маслова — офіціантка
- Леонід Калараш
- Іван Миколаїв
- Максим Пєшков
- Михайло Сіворін
- Алеся Пухова
- Євгенія Суворкина
- Олег Пангсепп
- Анатолій Зав'ялов
- Ігор Іванович Афанасьєв
- Марія Міна
- Ольга Єфремова

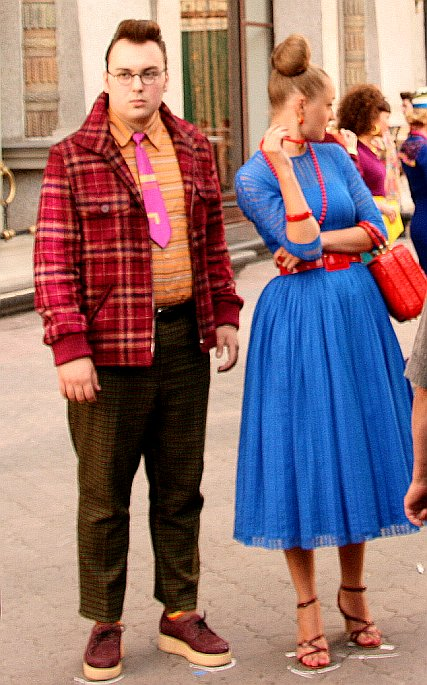
Боб і Бетсі

У камео «самозакоханого саксофоніста» — роль так і була позначена в сценарії — на екрані з'являється соліст джаз-банду «Коралові рифи» Кирило Сухомлинов. Інші музиканти групи попрацювали «дублерами» акторів у сценах гри на музичних інструментах:

Всі великі плани гри на контрабасі виконали руки Олександра Маріхбейна, віртуозну аплікатуру по клапанах труби і губи трубача зіграли частини тіла Антона Захарова, великі плани барабанної, тромбонової техніки — наші друзі — молоді московські джазмени.
— К. Сухомлинов
Епізодичну роль музикантів виконала білоруська група «Тягни-Штовхай».
У ролі сина Користі (новонародженого і трохи підрісшого) на екрані з'являються діти однієї білоруської сім'ї, в якій чоловік чорношкірий.
Не останню роль в картині виконав англійський бульдог Філя..

## Знімальна група
- Валерій Тодоровський — режисер, автор лібрето, продюсер
- Юрій Коротков — автор сценарію
- Роман Васьянов — оператор
- Костянтин Меладзе — композитор, музичний продюсер
- Сергій Чупров — звукорежисер
- Володимир Гуділін — художник-постановник
- Олександр Осипов — художник по костюмах
- Ірина Мельникова — художник по гриму
- Олег Глушков — хореограф
- Леонід Тінцунік — хореограф
- Ольга Ципенюком — автор кавер-текстів
- Євген Маргуліс — музичний консультант
- Ірина Третьякова — другий режисер
- Тетяна Талькова — асистент по акторах

Продюсери: Вадим Горяїнов, Леонід Лебедєв, Леонід Ярмольник

## Саундтрек
У фільмі використані хіти гуртів «Машина часу», «Кіно», «Зоопарк», Nautilus Pompilius, «Нуль», «Браво», «Колібрі», «Чайф» та «Бригада С», пов'язані з 1970-ми і 1980-ми роками. При цьому дія картини розгортається в 50-х роках XX століття. У більшості пісень частково або повністю переписані тексти і змінені аранжування.
1. «Бугі-вугі» — в оригіналі — «Жовті черевики», інструментал, Євген Хавтан і група «Браво»;
2. «Человек и кошка» (Людина і кішка) — Федір Чистяков і група «Нуль», залишено оригінальний текст; у фільмі виконує Сергій Гармаш
3. «Я то, что надо (Дай мне эту ночь)» (Я те, що треба (Дай мені цю ніч)) — Валерій Сюткін і гурт «Браво»; виконує Андрій Бірін
4. «Я люблю бугі-вугі» — Майк Науменко і група «Зоопарк», оригінал — Марк Болан і група T. Rex; виконує Ігор Войнаровський
5. Playboy (Моя маленька бейба) — Гарик Сукачов і «Бригада С»; виконує Костянтин Пона
6. «Песня старого джазмена» (Пісня старого джазмена) (в оригіналі — «Старий корабель») — Андрій Макаревич і група «Машина часу»; виконує Олексій Горбунов
7. Summertime (інструментал, Джордж Гершвін), виконує Чарлі Паркер (запис), Ігор Чернов
8. «17 лет (Пусть все будет так, как ты захочешь» (17 років (Нехай все буде так, як ти захочеш)) — Володимир Шахрін і група «Чайф»; виконує Костянтин Пона
9. «Восьмикласниця» — Віктор Цой і «Кіно», виконують Андрій Бірін і Оксана Акіньшина
10. «Ему не нужна американская жена» (Йому не потрібна американська дружина) — гурт «Колібрі»; виконують Наталя Гура, Олена Романовська, Тетяна Решетняк, Ельвіра Соловей, на ремікс був знятий кліп гурту «ВІА Гра»
11. «Скованные одной цепью» (Скуті одним ланцюгом) — В'ячеслав Бутусов і група Nautilus Pompilius, оригінальний текст — Ілля Кормільцев; виконує Євгенія Брік
12. «Шаляй-валяй» — Володимир Шахрін і група «Чайф», збережений оригінальний текст і дописано куплет; виконує Андрій Бірін
13. «До свидания, мама» (До побачення, мамо) — гурт «Моральний кодекс», у фільм не ввійшла; виконує Ані Лорак
14. «Московские огни (Будь со мной)» (Московські вогні (Будь зі мною)) — Жанна Агузарова і гурт «Браво», збережений оригінальний текст, у фільм не ввійшла; мелодія у ритмі вальсу звучить на танцях у парку, на самому початку фільму.

Музична обробка: Костянтин Меладзе. Аранжування: Юрій Шепета, Максим Гладецький. Переробка текстів: Ольга Ципенюком.